# 特奥多尔·斯韦德贝里
特奥多尔·斯韦德贝里（瑞典語：Theodor Svedberg，1884年8月30日—1971年2月25日），瑞典化学家，1926年获诺贝尔化学奖。

## 早年
斯韦德贝里1884年8月30日出生于瑞典耶夫勒堡省瓦尔布的弗莱伦，是土木工程师埃利亚斯·斯韦德贝里和奥古丝塔·阿尔斯特马克的独子。他先后进入雪平学校、厄勒布鲁高中和哥德堡现代学校就读，1903年12月在哥德堡通过了结业考试。1904年1月，进入乌普萨拉大学就读。他以惊人的时间通过了各项课程和考试，仅用一年多就取得了文学士学位。1905年8月，他直接开始了胶体化学的研究，当时那是个全新的领域。

## 研究
虽然以前对生物学很感兴趣，但斯韦德贝里抵制了当时很流行的一种思想——将胶体作为生命系统的模型。他解决了可重复的制备稳定胶体的实践问题，这样对粒子大小与其他物理常数的关系进行定量分析便成为可能。1905年12月，他发表了首篇论文，改进了格奥尔格·布雷迪希用电弧技术制备金和铂的水溶胶的方法，引入了释出交流电并在多种有机溶剂中进行实验。之后他根据日格蒙迪和西登托普夫的设计组装了超显微镜。
1907年，斯韦德贝里提交了他的博士论文。论文中的主要部分是关于布朗运动，该运动是超显微镜下非常引人注目的胶体行为。他还探讨了粒子尺寸对光学吸收的影响，温度和增加电解质对水溶胶的影响、以及溶胶的电合成。